# Миллис, Гарри Элвин
Гарри Элвин Миллис (англ. Harry Alvin Millis; 14 мая 1873, Пейоли, штат Индиана, США — 25 июня 1948, Чикаго, штат Иллинойс, США) — американский экономист, с 1938 года эмерит профессор экономики Чикагского университета, президент Американской экономической ассоциации в 1934 году.

## Биография
Гарри родился 14 мая 1873 года в Пейоли (Индиана) в семье Джона (1845—1928) и Марии Брунер Миллис (1845—1920).
Гарри образование получил в Высшей школе Пейоли.
В 1895 году Миллис получил степень бакалавра искусств, а в 1896 году степень магистра искусств в Индианском университете, был в числе первых выпускников Джона Коммонса. Преподавательскую деятельность начал в 1896—1898 годах в качестве преподавателя социологии, а в 1898—1899 годах в качестве преподавателя экономики в Чикагском университете, где получил степень доктора философии в 1899 году.
В 1899—1902 годах Миллис работал библиотекарем в библиотеке имени Джона Крерара в Чикаго. В 1902—1903 годах он был профессором экономики и социологии в университете Арканзаса.
В 1904—1912 годах преподавал в Стэнфордском университете. В 1912—1916 годах был первым заведующим кафедры экономики Канзасского университета. С 1916 года ассистент профессора Чикагского университета, в 1928—1938 годах заведующий кафедры экономики, и с 1938 года эмерит профессор экономики Чикагского университета.
Миллис был членом и президентом в Американской экономической ассоциации в 1934 году, членом Чикагского библиографического общества, и членом научного клуба университета Арканзаса.
В 1940—1945 председатель Национального совета по труду.

## Семья
В 1901 году Миллис женился на Алисе Мэй Шофф (1870-13.04.1954), у которых родился сын Джон Шофф (22.11.1903-01.01.1988), будущий президент университета Кейс Вестерн Резерв, и две дочери Савилия (род. 1901) и Шарлотта (род. 1906).